# Information, Kommunikation, Administration
Information, Kommunikation, Administration (IKA) ist eine Fächerkombination der Berufslehre der gelernten Kaufleute in der Schweiz.
Der Begriff entstand zusammen mit der Reform (neue kaufmännische Grundausbildung) im Jahr 1998. Fächer, welche früher Einzelfächer in der kaufmännischen Ausbildung waren, werden in IKA zusammengefasst und wurden erweitert.
Das neue Fach dient dazu, die Lernenden auf ihren Arbeitsalltag am Computer vorzubereiten. Aufgrund dessen, dass IKA-Fähigkeiten meist fächer- und themenübergreifend eingesetzt werden, gelten sie als Schlüsselkompetenzen.
IKA besteht Stand 2015 aus folgenden Themengebieten:
- Computer Grundlagen (IT-Grundlagen und Betriebssysteme)
- Textverarbeitung (Word)
- Tabellenkalkulation (Excel)
- Präsentation (PowerPoint)
- Internet und E-Mail (Internet-Explorer und Outlook)
- Bürokommunikation (Telefonkommunikation, Organisation)
- Wirtschaftssprache (Korrespondenz → Briefe, E-Mails, Protokolle)
- (Bildbearbeitung)

Das Fach wird in der Regel bereits im zweiten Lehrjahr mit einer zentralen Lehrabschlussprüfung abgeschlossen.

## Lehrpersonen
Die IKA-Lehrpersonen der Schweiz sind in einem Verband organisiert.